# Otto Magnus von Schwerin

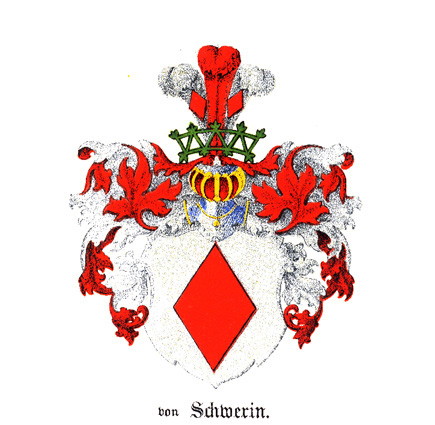
Herb nieutytułowanej gałęzi rodu von Schwerin

Otto Magnus von Schwerin (ur. 21 czerwca 1701 w Halberstadt, zm. 14 sierpnia 1777 w majątku rodzinnym Butzow) – generał armii pruskiej, kawaler orderu Pour le Mérite.

## Zarys biografii
Schwerin pochodził z prastarej szlachty z Pomorza Przedodrzańskiego i Meklemburgii, która od wieków służyła książętom pomorskim i margabiom brandenburskim. Ojciec Ottona Magnusa, Johann Georg, był pułkownikiem armii pruskiej i zapisał syna w wieku lat 13 w stopniu korneta do pułku kirasjerów „Kronprinz” w Halberstadt.
W chwili wybuchu I. wojny śląskiej Schwerin był już podpułkownikiem i komendantem później tak sławnego pułku dragonów z Bayreuth, Markgräflich Bayreutscher Dragonerregiment, ale ani on, ani jego pułk nie spisali się dobrze w bitwach pod Mollwitz i Chotusicami: szczególnie w tej drugiej pułk został rozproszony, a ranny Schwerin dostał się do niewoli austriackiej.
Po zawarciu pokoju Schwerin powrócił do swego garnizonu w Pasewalk i zajął się szkoleniem swego pułku. Fryderyk Wielki był bardzo zadowolony z rezultatów i nakazał dowódcom trzech pułków dragonów z Prus Książęcych udać się do Pasewalku na naukę do Schwerinu.
Wielka chwila w życiu Schwerina nastała w czasie II. wojny śląskiej, w bitwie pod Hohenfriedebergiem (w Polsce po 1948 nazwanej Bitwa pod Dobromierzem). 4 czerwca 1745 jego pułk z Bayreuth w brawurowej szarży rozbił kawalerię austriacką i walnie przyczynił się do powiększenia rozmiarów zwycięstwa armii pruskiej. Po bitwie Fryderyk rzekł do niego: Schwerin, takiego czynu jak Wasz dzisiejszy nie znajdziemy w całej rzymskiej historii!, mianował go generałem majorem i nadał mu order Pour le Mérite. Później Schwerin otrzymał także dwie dobrze płatne synekury, posady Amtshauptmanna (mniej więcej starosty) w Szczecinie i Fischhausen (ob. Primorsk, enklawa królewiecka), które dawały 10 000 talarów rocznego dochodu.
Po zawarciu pokoju generał pozostał przy swym pułku, ale stosunki z królem, który nie znosił alkoholizmu, nie układały się najlepiej: znany w całej armii z pijackich uczt ze swymi oficerami Schwerin dostawał bez przerwy ostre reprymendy od Fryderyka. Gdy przybył pijany na manewry do Stargardu, król go tak ostro zbeształ, że Schwerin wsadził swój pałasz do pochwy, rzecząc: Huncwotem będzie ten, który go ponownie wyciągnie! i poprosił o abszyt, którego nie otrzymał, po czym wyjechał na bezterminowy urlop do swego majątku.
Po roku wybuchła Wojna siedmioletnia i Fryderyk nakazał Schwerinowi powrót do pułku. Generał podporządkował się, ale pałasz pozostał w pochwie – Schwerin komenderował wymachując szpicrutą. 1756 postąpił na generała-lejtnanta i odznaczył się w bitwie pod Lowosicami, ale już w 1757 wziął abszyt i usunął się do swego majątku.
Na krewnych z rodu Schwerinów posypały się tytuły baronowskie i hrabiowskie, ale Otto Magnus ze względu na swe konflikty z Fryderykiem nigdy nie awansował do wyższego stopnia szlachectwa i pozostał do śmierci skromnym panem von Schwerin.